# Ifidamante (figlio di Antenore)
Ifidamante (in greco antico Ἰφιδάμας Iphidàmās) è un personaggio della mitologia greca, citato nell'Iliade. 

Figlio di Antenore e di Teano, figlia di Cisseo, fu un valoroso eroe troiano che prese parte alla guerra di Troia. 

## Il mito

### Le origini
Ifidamante era uno dei numerosi figli di Antenore e di Teano figlia del defunto re di Tracia Cisseo; era il più giovane e il più bello. Fu soprattutto un valoroso eroe che prese parte alla guerra di Troia. Militava nel contingente dei Traci guidati dal re Reso, che gli aveva affidato il comando di dodici navi. Ifidamante viveva in Tracia in quanto aveva sposato una giovanissima sorella (o sorellastra) di Ecuba, che secondo una tradizione era anch'ella figlia del defunto re trace Cisseo, e dunque sua zia. Era molto legato al fratello maggiore Coone, il primogenito di Antenore.

### La morte
Sopravvissuto al massacro notturno costato la vita a Reso, Ifidamante venne ucciso in battaglia insieme a Coone, da Agamennone la mattina dopo. Questi prima colpì con la spada al collo Ifidamante e poi affrontò Coone, che l'aveva ferito ad un braccio per cercare di vendicare il fratello ucciso. Agamennone colpì Coone con la spada al petto e poi gli troncò la testa che lasciò sul corpo del fratello, a mo' di orrendo spregio verso i Troiani.

## Iconografia
L'amore fraterno di Coone e Ifidamante era rappresentato sull'arca di Cipselo, opera perduta, ma di cui ci è rimasta una descrizione da parte di Pausania: Coone affronta Agamennone sul corpo del fratello, scena accompagnata dalla seguente iscrizione: " Ecco Ifidamante, ed ecco Coone che combatte per lui ".

## Curiosità
- A Ifidamante è dedicato l'asteroide troiano 4791 Iphidamas

### Fonti
- Omero, Iliade, XI. 221 e segg.;
- Pausania, Periegesi della Grecia, IV, 36, 2